# Гарзевінкель
Гарзевінкель (нім. Harsewinkel) — місто в Німеччині, знаходиться в землі Північний Рейн-Вестфалія. Підпорядковується адміністративному округу Детмольд. Входить до складу району Гютерсло.
Площа — 100,12 км2. Населення становить 25 338 ос. (станом на 31 грудня 2020).